# Planet X (Marvel Comics képregény)
A Planet X (magyarul X-bolygó) egy X-Men történet, ami a New X-Men című képregényfüzetben futott a #146-150-részeken át. Sokak szerint ez volt Grant Morrison írói működésének csúcspontja.

## A történet
Mikor Jean Grey, Bestia és Emma Frost elhagyják az X-birtokot, Xorn kényszeríti a „Különleges Osztály” legújabb tagját, Port (Dust), hogy támadja meg Xaviert és rombolja le Cerebrát, a Cerebro továbbfejlesztett változatát. Dustot is bebörtönzi, majd  mindezek után Xorn álarcát levetve felfedi, hogy valójában Magneto bújt meg az álca rejtekében.
Magneto élvezte, hogy mekkora haladást tett ügye a „halála” óta még Xavier iskolájában is, és titokban elkezdte célzottan is terjeszteni az emberellenes militáns filozófiáját a diákok között. Egyik csatlósa Esme lett, a Stepfordi Kakukkok néven ismert mutáns ötös ikrek egyike. A lány látta el rejtőzködése alatt a Kick nevű csak mutánsokra ható teljesítménynövelő droggal.
Magneto újra megnyomorítja Xaviert és egy üvegtartályba zárja. A követőivel körülvett hadúr átveszi a hatalmat New York City felett és több ezer csapdába esett embert ölnek meg. Felfedi tervét, ami szerint a Föld mágneses mezejét manipulálva újraalkotja a bolygót, amin a rendellenes génekkel rendelkező mutánsok uralkodnak majd az emberi kisebbség felett.
Eközben az űrben Jean Grey és Rozsomák az M-aszteroida foglyaként megállíthatatlanul száguldanak a Nap felé. Mert mielőbb be akarja fejezni szenvedésüket Rozsomák ledöfi Jeant. Szerencsére ez a halálközeli állapot előhívja a Főnix erejét, de Jean teljes kontrollja alatt és képes Logannel visszatérni a Földre.
Megmentik Bestiát és Emma Frostot. Időközben Küklopsz és Fantomex a megmaradt Stepfordi Kakukkok segítségével ellenállási csoportot szerveznek.
A végső erőpróba során Xaviert kiszabadítják és a New X-Men egyesül, hogy eredményesen vehessék fel a küzdelmet Magnetóval.

## Külső hivatkozások
- interjú Grant Morrison-nal (angolul)